# Luchthaven van Shiraz
De internationale luchthaven Shiraz of Shahid Dastgheib (Perzisch: فرودگاه بین‌المللی شهيد دستغيب) bevindt zich bij de Iraanse stad Shiraz. Het is de belangrijkste internationale luchthaven van de provincie Fars.
De luchthaven werd aangelegd in de jaren 1970 onder leiding van generaal Muhammad Khattam, die er ook vliegbasis Tadayon liet bouwen voor de Iraanse luchtmacht. Na renovatiewerkzaamheden in 2005 werd de luchthaven aangeduid als de op een na betrouwbaarste en modernste luchthaven van Iran (na Imam Khomeini International Airport van Teheran).
Naast de binnenlandse vluchten naar de meeste Iraanse steden zijn er dagelijkse vluchten naar landen aan de Perzische Golf, zoals de Verenigde Arabische Emiraten en Bahrein.

## Luchtvaartmaatschappijen en bestemmingen
| luchtvaartmaatschappij | bestemmingen                                                                   |
| ---------------------- | ------------------------------------------------------------------------------ |
| Air Arabia             | Sharjah                                                                        |
| Eram Air               | Mashhad                                                                        |
| Gulf Air               | Bahrein                                                                        |
| Iran Air               | Bahrein, Bandar Abbas, Bandar Lengeh, Doha, Isfahan, Koeweit, Teheran-Mehrabad |
| Iran Air Tours         | Abadan, Kish Island, Mashhad, Teheran-Mehrabad                                 |
| Iran Aseman Airlines   | Dubai, Qeshm, Koeweit, Lamerd, Mashhad, Teheran-Mehrabad                       |
| Jazeera Airways        | Koeweit                                                                        |
| Kish Air               | Kish Island                                                                    |
| Mahan Air              | Kuala Lumpur, Teheran-Mehrabad                                                 |
| Qatar Airways          | Doha (vanaf 5 juni)                                                            |
| Saudia                 | Jeddah                                                                         |
| Turkish Airlines       | Istanbul-Atatürk                                                               |

## Ongelukken
- Op 15 juni 1971 is een Douglas C-47A met registratie EP-ADG van de Air Taxi Co bij een ongeluk op Shiraz Airport zwaar beschadigd geraakt.[1]